# Al-Bab
Al-Bab is een plaats in het Syrische gouvernement Aleppo. De plaats is gelegen ten noordoosten van de plaats Aleppo.
Bij de volkstelling van 2004 had de stad 63069 inwoners.
De naam Al-Bab betekent vrij vertaald De deur en is volgens een uitleg uit 1226 van de Arabische geograaf Yaqut al-Hamawi de afkorting van Bāb Bizāʻah (de deur naar Bizāʻah). Bizāʻah is een plaats 10 kilometer ten oosten van Al-Bab.
In 2011 braken er opstand uit tegen de overheid, waarop de overheid onder leiding van Bashar al-Assad de macht verloor in Al-Bab. Een korte machtsvacuüm ontstond er, waarna de stad in de zomer van 2013 in handen viel van ISIS.
Op 23 februari 2017 veroverde het Turkse leger samen met Syrische rebellen Al-Bab en sindsdien maakt de stad deel uit van de Turkse bufferzone in Syrië.